# William Byrd III
Pour les articles homonymes, voir William Byrd et Byrd.
William Byrd III (né le 6 septembre 1728 et mort le 1er ou le 2 janvier 1777) était le fils de William Byrd II et le petit-fils de William Byrd I. Il a hérité des terres de sa famille et sauvegarda le prestige de leur nom comme membre de la Chambre des Bourgeois de Virginie.

## Biographie
Il a choisi de combattre dans la guerre d'indépendance plutôt que de perdre son temps à Richmond. En 1756, il est colonel du 2e régiment de Virginie.
William Byrd III avait la réputation d'être parieur. Il a lancé ce qui semble être la première course de chevaux majeure dans le nouveau monde.
Il eut cinq enfants de sa première femme Eliza Carter (1748-1760), puis déménagea à Annapolis, capitale du Maryland. Il est ensuite père de dix autres enfants (dont Charles Willing Byrd) de sa seconde épouse Mary Willing (en), fille de Charles Willing. Après avoir dilapidé sa fortune dans le jeu et les mauvais investissements, Byrd III se sépare du domaine familial en 1768.
Il se suicide le 1er ou 2 janvier 1777.

## Sources
- (en) Cet article est partiellement ou en totalité issu de l’article de Wikipédia en anglais intitulé « William Byrd III » (voir la liste des auteurs).
- Notices d'autorité :   - VIAF
  - ISNI
  - IdRef
  - LCCN
  - GND
  - Israël
  - WorldCat
- Notice dans un dictionnaire ou une encyclopédie généraliste :   - Encyclopedia Virginia